# Síndrome de Alagille
A síndrome de Alagille, também chamada de Displasia artériohepática, hipoplasia biliar intra-hepática, paralisia dos ductos interloculares da bile ou síndrome da escassez de ductos biliares intra-hepáticos é uma doença genética que afeta o fígado, coração e outros sistemas corporais. Os problemas associados com esta doença começam a evidenciar-se na infância, sendo uma das causas mais freqüentes de hepatopatia crônica na infância. A doença é herdada segundo um padrão autossômico dominante de penetrância incompleta e expressividade variável, gerando apresentações clínicas variáveis, mesmo em indivíduos da mesma família. A prevalência na população é de 1 para 70.000 nascidos-vivos. Atinge homens e mulheres igualmente.
A severidade da doença pode variar dentro da mesma família. Os sintomas podem nem sequer notar-se, mas noutros casos podem ser tão severos que quer o coração quer o fígado necessitam de sofrer transplante.
Existem dois genes associados à essa síndrome, JAG1 (cromossomo 20p12) e NOTCH2 (cromossomo 1p13-p11). A maior parte dos afetados (89%) apresenta pequenas mutações no gene JAG1. Cerca de 7% dos afetados apresenta uma microdeleção na região 20p12, que deleta o gene JAG1 inteiro. Mutações no gene NOTCH2 são encontradas em menos de 1% dos afetados. O gene JAG1 está envolvido em processos de sinalização entre células adjacentes durante o desenvolvimento embrionário. Estas sinalizações influenciam a maneira como as células são usadas na construção das estruturas corporais durante o desenvolvimento do embrião. Mutações neste gene causa disrupção na via de sinalização, causando erros no desenvolvimento, especialmente no coração, escassez de ductos biliares no fígado, na coluna e em algumas características faciais.
Ductos biliares intra-hepáticos malformados e estreitos produzem a maioria dos problemas de saúde associados à síndrome de Alagille, levando a repercussões variáveis sobre o órgão. A bile é produzida no fígado e é conduzida através dos ductos biliares até ao intestino delgado, onde auxilia à digestão das gorduras. Os pacientes com esta síndrome acumulam a bile no fígado, prevenindo que este funcione corretamente na eliminação de toxinas da corrente sanguínea. 

## Apresentação clínica - Sinais e sintomas
As cinco alterações principais desta síndrome são:
1.Alterações faciais típicas
2.Defeitos oculares
3.Anormalidades cardiovasculares
4.Anormalidades nos arcos vertebrais
5.Colestase crônica
1. Alterações faciais: são encontradas em 70% a 90% dos pacientes e podem estar presentes hipertelorismo ocular, ponte nasal ampla, olhos profundos, micrognatia e fronte proeminente, porém por ser uma doença de expressividade variável não tem uma face característica como a da síndrome de Down.
2.Defeitos oculares: são encontradas em 56% a 90% dos pacientes e podem estar presentes embriotoxon posterior (mais comum), pigmentação da retina, glaucoma congênito, anormalidades pupilares e anomalias do disco óptico.
3.Anormalidades cardiovasculares: são encontradas em 52% a 85% dos pacientes e pode-se encontrar estenose pulmonar (mais comum, 83%), tetralogia de Fallot, comunicação interatrial (CIA), comunicação interventricular (CIV), ducto arterioso patente/persistência do canal arterial e coarctação da aorta.
4.Anormalidades nos arcos vertebrais: são encontradas em 33% a 87% dos pacientes e a principal alteração é denominada vértebra em borboleta com fusão incompleta do arco anterior, também pode ser encontrados pacientes com espinha bífida
5.Colestase crônica: é encontrada em mais de 90% dos pacientes se manifesta com icterícia (uma tonalidade amarelada da pele), prurido intenso, muitas vezes intratável. Xantomas (manchas nos olhos e depósitos de colesterol na pele) ocorrem em 30% dos pacientes que apresentam colestase.

## Diagnóstico
Achados laboratoriais sugestivos: é freqüente encontrar aumento de ácidos graxos, da bilirrubina conjugada, fosfatase alcalina, colesterol e gama-GT.
Menos freqüentemente encontra-se aumento das aminotransferases e dos triglicérides. Quando a hipercolesterolemia e trigliceremia são muito acentuadas estão associadas à colestase grave.
Molecular: se faz por seqüenciamento do gene JAG1.
Quando a síndrome de Alagille foi inicialmente descrita, para o diagnóstico era necessário que uma pessoa tivesse escassez de ductos biliares (verificado por biópsia hepática), além de, pelo menos, três dos cinco critérios principais descrito acima (colestase, características faciais, vertebrais, anomalias oculares, defeitos cardíacos) com a identificação do gene JAG1 como o gene que causa a síndrome de Alagille (AGS), os critérios de diagnóstico foram modificados. Nos últimos anos, tem sido reconhecido que um diagnóstico pode ser feito por uma pessoa que não tem todos os critérios clínicos de síndrome de Alagille, mas que têm uma mutação no JAG1. Por exemplo, um membro da família levemente afetado que não iria cumprir os critérios clínicos para AGS, mas que tem a mesma mutação JAG1 que um membro da família gravemente afetado é considerado AGS.

## Prognóstico e Complicações
A ampla variabilidade no curso clínico entre famílias e entre gerações da mesma família torna cada caso muito específico e o prognóstico muito variável. A progressão para cirrose ocorre em 10% a 20% dos casos. A morbidade está relacionada com as complicações referentes à colestase crônica, às anomalias cardíacas, à presença de infecções e ao aparecimento de hipertensão portal. Raramente há progressão para carcinoma hepatocelular. Nos casos em que não há resposta ao tratamento clínico ou com prurido intratável, a cirurgia de derivação biliar parcial e o transplante hepático devem ser considerados para melhora da qualidade de vida. As doenças cardíacas complexas são responsáveis pela maioria dos óbitos neonatais, e a falência hepática pela mortalidade e morbidade tardias.

## Tratamento
Por ser uma síndrome que tem vários graus de acometimento de sistemas podendo ser desde leve e passar despercebida à grave necessitando de transplante deve realizar exames para verificar a gravidade das alterações. Os principais exames são:
- Teste de função hepática
- Teste de função pancreática
- Avaliação cardiológica
- Avaliação oftalmológica
- Avaliação renal

Vários medicamentos são utilizados para melhorar o fluxo biliar e diminuir o prurido como o Ursodiol, Hidroxizine, colestiramina, rifampicina e Phenobarbitol. São administradas vitaminas lipossolúveis (ADEK) pois com o fluxo biliar reduzido a absorção destas vitaminas está prejudicada.
O principal objetivo do tratamento, porém, é melhorar as funções hepática e cardíaca. Para isso podem ser necessárias cirurgias corretivas e, em casos mais graves, transplante tanto de coração quanto de fígado.

## Aconselhamento genético
Como é uma doença autossômica dominante de penetrância incompleta e expressividade variável, espera-se que indivíduos afetados passem a mutação para pelo menos 50% seus filhos mas não se pode prever se essas crianças terão manifestações e nem se serão leves ou graves.
Mutações “de novo”(a mutação não está presente nem no pai nem na mãe, acontece durante a gametogênese) ocorrem em 50% do casos.
Uma vez identificada mutação em um indivíduo, outros familiares podem ser testados em busca daquela mutação. Se uma pessoa é portadora da mutação, durante a gravidez, o feto poderia ser testado para a mutação com o teste pré-natal padrão (biópsia de vilo corial ou da amniocentese) que procura a mutação existente já conhecida naquela família, mas mesmo ao encontrar a mutação não se pode dizer se a criança desenvolverá manifestações e nem se serão leves ou graves. Nesse sentido, pode-ser fazer um ecocardiograma fetal também em busca de anomalias cardíacas que já podem mostrar se a criança terá alterações cardíacas evidenciando sinais da síndrome.